# طوطی شاهی ملوکی
طوطی شاهی ملوکی (نام علمی: Alisterus amboinensis) نام یک گونه از تیره طوطیان است.